# Лимо, Филимон
Филимон Кимели Лимо — кенийский бегун на длинные дистанции. В 2011 году выиграл Пражский полумарафон с личным рекордом — 59.30 и стал победителем кросса Cross Internacional de Venta de Baños. Также в этом году занял 1-е место на пробеге World 10K Bangalore. Победитель Римского полумарафона 2012 года с результатом 59.32. 
В 2012 году дебютировал на марафонской дистанции, заняв 3-е место на Пражском марафоне — 2:09.25.
Занял 7-е место на чемпионате мира по кроссу 2011 года в личном первенстве.
Победитель полумарафона Усти-над-Лабема в 2011 и 2013 годах.